# Apeiba albiflora
Apeiba albiflora é uma espécie de planta do gênero Apeiba.Nativa do Brasil onde é encontrada na Floresta Amazônica.